# Union française pour le sauvetage de l'enfance
 (février 2021).
Si vous disposez d'ouvrages ou d'articles de référence ou si vous connaissez des sites web de qualité traitant du thème abordé ici, merci de compléter l'article en donnant les références utiles à sa vérifiabilité et en les liant à la section « Notes et références ».
 (novembre 2012).
L’Union française pour le sauvetage de l’enfance (UFSE), plus couramment appelée Union pour l'Enfance depuis son rapprochement en 2010 avec le Comité Français du Secours aux Enfants (CFSE), est une association créée en 1887 par Caroline de Barrau et Pauline Kergomard. 
Association reconnue d’utilité publique depuis 1891, elle œuvre depuis 135 ans pour la protection de l'enfance et le soutien à la parentalité. 

## Histoire

### Origine
Avec l’essor industriel, et la misère totale dans les zones rurales, beaucoup de familles décident de quitter leur campagne pour travailler dans une manufacture, pensant ainsi améliorer leur niveau de vie. Mais à quel prix ! Œuvrant de 6 h du matin à 8 h du soir, les parents ont comme seuls choix de laisser leurs enfants se débrouiller tout seul pendant la journée (ce phénomène contribuant fortement à augmenter la délinquance juvénile des enfants livrés à eux-mêmes) ; ou bien de faire travailler les plus jeunes avec eux, dans les mêmes conditions, dans le même environnement bruyant et sale. Pendant ce temps évidemment, les enfants ne vont pas à l’école.
Pour les jeunes orphelins, la situation est la suivante : les moins de 12 ans sont accueillis à l’orphelinat, géré par l’État. Mais les autres, plus grands, doivent se débrouiller tout seuls, ou trouver une association de charité en mesure de leur offrir un toit et à manger. Souvent ce sont des ateliers déguisés, de véritables manufactures exploitant les enfants accueillis dans des conditions de travail sordides. Beaucoup d’enfants restent donc dans la rue et sont réduits à la mendicité.

### Fondation
Le premier objectif de ces deux femmes : regrouper des hommes et des femmes compétents autour de la cause des enfants pour en effectuer, disent-elles : le Sauvetage. Parmi eux, Jules Simon, ancien Premier Ministre, mais aussi des avocats, des procureurs, des représentants de la police, de toutes religions confondues. Les associations laïques sont très rares à l’époque.
Le groupe se donne pour première mission de signaler à qui de droit, ou de recueillir, les enfants de moins de 16 ans en danger moral ou maltraités.

### Premières actions
Si l’enfant est considéré comme en danger, on propose à son père (si père il y a) de le confier au Sauvetage qui s’engage à se charger de son éducation, et à lui permettre de pratiquer sa religion. Si le père refuse, une enquête plus approfondie est alors menée et est envoyée aux autorités. Ici aussi l’UFSE est un précurseur puisqu’il s’agit là d’un véritable réseau de signalement.
Lorsque l’enfant n’a pas de parents, le Sauvetage fait en sorte de les accueillir, soit chez les membres directement, soit dans des institutions existantes, ou dans d’autres œuvres de charité aux méthodes approuvées par l’UFSE.
Le problème, c’est que de plus en plus d’enfants sont identifiés comme  étant en danger ou maltraités, et les lieux pour les accueillir commencent à manquer. Le Sauvetage décide donc de créer un asile temporaire,  avec des lits pour accueillir en urgence les enfants et prendre le temps de leur trouver un lieu d'accueil de qualité et les rendre aptes à y aller, particulièrement au niveau sanitaire car certains sont récupérés dans des conditions terribles.
Cette action de recherche d’enfants en danger ou maltraités est progressivement étendue dans toutes les grandes villes de province: en très peu de temps, l’UFSE dispose d’un véritable réseau de recherche et de sauvetage d’enfants maltraités et d’asiles temporaires.

Toutefois, il reste toujours difficile de trouver des places durables aux enfants. Les membres du Sauvetage étant convaincus qu’offrir une vie de famille à ces enfants est préférable à la vie en collectivité, ils recherchent des familles, surtout  à la campagne, pour élever ces enfants  en plus des leurs.  On est en 1891 et ce sont là les premières actions de placement familial.
Le Sauvetage est alors très présent dans la vie de l’enfant : visites régulières pour s’assurer que l’enfant ne manque de rien et est bien éduqué. Par exemple, tandis que les enfants des parents d’accueil qui sont cultivateurs vont avec eux aux champs, le Sauvetage refuse qu’il en soit de même pour ses enfants, et exige qu’ils aillent à l’école.
Parallèlement à ces actions concrètes de protection, l’UFSE mène beaucoup de combats en matière de politique sur la protection des enfants. Elle s’investit pour aider les enfants en prison. En effet, en cette fin de XIXe siècle, on trouve près de 15 000 enfants  en prison. Les enfants y sont isolés les uns des autres, et vivent avec une véritable discipline militaire.
Pourquoi tant d’enfants en prison ou au bagne ? Parce que beaucoup sont livrés à eux-mêmes, très tôt, et deviennent de véritables vagabonds, sans travail, souvent sans famille, sans maison. Or, le vagabondage, pour les enfants de plus de 12 ans, est considéré comme un délit. C'est-à-dire qu’il est puni de peines d’emprisonnement pouvant aller jusqu’à plusieurs années.
L’UFSE tente donc de changer la donne en mobilisant des avocats chargés de défendre bénévolement ces enfants lors des procès et en les chargeant de proposer qu’on  les confie à l’UFSE, mais aussi en apportant dans les cellules soins, hygiène, vêtements, nourriture, livres et jeux à ceux qui n’ont pas eu la chance d’y échapper. L’UFSE se mobilise également pour qu’il y ait rapidement une loi sur la déchéance de la puissance paternelle en cas de mauvais traitement sur son enfant. En effet, à cette époque, il faut obligatoirement l’accord du père pour un placement. Avec la loi du 24 juillet 1889, le retrait de l’enfant de sa famille est enfin possible sans l’accord du père ou de la mère s’il est en danger. À la suite de cette loi, l’État commence à habiliter des associations en mesure d’exercer la tutelle de ces enfants. L’UFSE est la première à recevoir cette habilitation.
L’UFSE va également s’engager contre le travail des enfants, notamment au travers de son président d’alors, Jules Simon, auteur d’un livre sur la traite des enfants (L’Ouvrier de huit ans) qui fait scandale tant il ose critiquer le système en place. L’État va subir tant de pression de l’UFSE et d’autres institutions qu’en 1892, le temps de travail journalier des enfants réduit de 16 heures à 12 heures. Cela peut choquer aujourd’hui mais pour l’époque, il s’agit d’une considérable avancée.
Progressivement, on est donc passé de l’enfant coupable à l’enfant victime. On ne corrige plus l’enfant, on l’éduque. On ne fait plus de la répression mais de la prévention. L’UFSE a contribué à ces avancées en matière de protection de l’Enfance.
Aujourd’hui encore, ses activités demeurent proches de ce qu’elles étaient à l’origine : protection, prévention et sensibilisation du public.

## Présidents du Conseil d'administration de l'Union pour l'Enfance
|  |

- Jules Simon : 1888-1896
- Louise Simon : 1888-1901
- Paul Deschanel : 1902-1921
- Raoul Péret : 1922–1932
- Gaston Doumergue : 1932-1937
- Marcel Prévost : 1937-1941
- Paul Valéry : 1941-1945
- Gustave Roussy : 1946-1947
- Robert de Caix : 1948-1952
- La maréchale de Lattre de Tassigny : 1952-1955
- Robert Debré : fév.-nov. 1955
- Jeannie Valéry : 1955-1958
- Henri Bonnet : 1958-1970
- François Seydoux : 1970-1982
- Paul Fouchet : 1982-1996
- Philippe Cuvillier, ambassadeur de France : 1996-2015
- Annick Simon : 2016
- Martial de Braquilanges[4] : depuis 2016

## Financement
L'Union française pour le sauvetage de l'enfance a su développer son autonomie : œuvre dont les activités étaient entièrement financées par la charité privée à la fin du XIXe siècle, elle est devenue petit à petit une association dont les actions ont été financées par l’État, tout en gardant toute sa liberté d'innovation. Elle ne souffre pas de l’inertie inhérente aux grandes associations.[réf. nécessaire]
En 1936, une somme annuelle de 1 100 francs était allouée à l’UFSE, ce qui représentait à peu près six mois de pension d’un enfant. Le "Sauvetage" en avait alors plus de six cents à sa charge. Depuis, les choses ont bien changé. Aujourd’hui, l’association est en majeure partie financée par l’État, sur la base d’un prix de journée pour les centres de placement familial, et d’un forfait pour le centre d’accueil mères et enfants. Mais le souci d’autofinancement qui assura l’indépendance de l’association et la sécurité des enfants demeure au premier rang des préoccupations du Conseil d'Administration et de sa direction qui exécute actuellement le plan stratégique CAP DEV 2027 afin que des fonds privés apportent un effet de levier qualitatif à ses actions.

## Union pour l’Enfance
L’Union pour le sauvetage de l’enfance est à l’origine de la création en 2010 de l’Union pour l’Enfance, un groupement d’associations au service de l’enfance et de l’adolescence en souffrance. Quatre associations en sont membres fondateurs ou affiliés: l’UFSE, le CFSE, les Enfants du Compas et Agapè Anjou; une association en est membre adhérent : l'AFOCAL Pays de la Loire. Elles travaillent ensemble dans leurs domaines spécifiques et mettent en commun leurs ressources administratives et de gestion. L’Union pour l’Enfance a pour mission principale d’accompagner les enfants de l'Aide Sociale à l'Enfance (ASE) du plus jeune âge jusqu’à l’insertion sociale et professionnelle dans une prise en charge inter établissements et décloisonnée.